# International Best Dressed Hall of Fame List
The International Best-Dressed Hall of Fame est une distinction attribuée à un personnage qui excelle dans l'art de s'habiller. La liste des personnages les mieux habillés a été fondée en 1940 par la spécialiste de la mode Eleanor Lambert dans le but de rehausser la réputation de la mode américaine de l'époque. Le magazine américain Vanity Fair est chargé de l'attribution de la distinction vestimentaire, après que Eleonor Lambert en eut quitté la direction en 2002, un an avant sa mort.

## Femmes

### 1940-1949
- Kathryn Bache Miller, socialite, fille du financier Jules Bache (1940)
- Mona von Bismarck, socialite, philanthrope et mécène (1940, 1941, 1943, 1946, 1947, 1948, 1949)
- Thelma Chrysler, héritière de Walter Chrysler (1940, 1941, 1943, 1944, 1945, 1946, 1947, 1949)
- Ina Claire, actrice (1940, 1947)
- Lynn Fontanne, actrice (1940)
- Barbara Hutton, socialite (1940)
- Jane Marston, épouse de Lawrence Tibbett (1940, 1943, 1945)
- Babe Paley, socialite, philanthrope, rédactrice de Vogue, épouse du président de CBS William S. Paley (1940, 1941, 1944, 1945, 1946, 1947, 1948, 1949)
- Millicent Rogers, socialite et collectionneuse d'art (1940, 1945, 1946, 1947, 1948)
- Elizabeth Sherley, épouse de Tom Shevlin (1940, 1941, 1946)
- Gladys Swarthout, cantatrice (1940)
- Margaret Thayer, épouse de Harold E. Talbott (1940, 1943)
- Aimée de Heeren, socialite d'origine brésilienne (1941)
- Madeline Hurlock, actrice (1941)
- Rosalind Russell, actrice (1941, 1943, 1945)
- Wallis Simpson, duchesse de Windsor (1941, 1943, 1944, 1945, 1946, 1947, 1948, 1949)
- Clare Boothe Luce, membre de la Chambre des représentants des États-Unis, journaliste, dramaturge (1943, 1944, 1945, 1946)
- Lily Pons, cantatrice (1943)
- Song Meiling, épouse de Tchang Kaï-chek (1943)
- Slim Keith, socialite, épouse de Howard Hawks (1944, 1946, 1947, 1948, 1949)
- Louise Gill Macy, épouse de Harry Hopkins (1944)
- Valentina, styliste (1945, 1946, 1947, 1948, 1949)
- Leonora Corbett, actrice (1946)
- Janet Gaynor, actrice (1946, 1947, 1948, 1949)
- Sophie Gimbel (en), styliste pour Saks Fifth Avenue (1947, 1948, 1949)
- Nathalie Paley, princesse russe et modèle (1947, 1948, 1949)
- Marina de Grèce, duchesse de Kent (1948, 1949)
- Mme Eduardo Martinez de Hoz, socialite (1948)
- Austine Byrne McDonnell, Mrs. William Randolph Hearst Jr. (en), socialite (1948, 1949)
- Hélène Ostrowska, épouse de Louis Arpels (1948, 1949) [4]
- Gene Tierney, actrice (1948)
- Adele Astaire, actrice, épouse de Lord Charles Cavendish (en) (1949)
- Maxime de la Falaise, auteure, mannequin (1949)
- Mary Martin, actrice (1949)

### 1950-1959
- Thelma Chrysler, héritière de Walter Chrysler (1950, 1951, 1952, 1953, 1954, 1955)
- Faye Emerson, actrice (1950)
- Janet Gaynor, actrice (1950, 1951, 1952, 1953, 1958)
- Sophie Gimbel (en), styliste pour Saks Fifth Avenue (1950, 1951, 1952, 1953, 1954, 1955, 1958, 1959)
- Slim Keith, socialite (1950)
- Austine Byrne McDonnell, Mrs. William Randolph Hearst Jr. (en), socialite (1950, 1951, 1952, 1953, 1954, 1955, 1956, 1957, 1958, 1959)
- Hélène Ostrowska, épouse de Louis Arpels (1950, 1951, 1952, 1953, 1954, 1955, 1956, 1957, 1958)
- Babe Paley, socialite, philanthrope, ancienne rédactrice de Vogue, épouse du président de CBS William S. Paley (1950, 1951, 1952, 1953, 1954, 1955, 1956, 1957, 1958)
- Nathalie Paley, princesse russe et modèle (1950, 1951, 1953, 1954)
- Wallis Simpson, duchesse de Windsor (1950, 1951, 1952, 1953, 1954, 1955, 1956, 1957, 1958)
- Gloria Swanson, actrice (1950, 1951)
- Valentina, styliste (1950, 1951, 1952, 1953, 1954, 1955, 1956)
- Geneviève Boucher, épouse de Jacques Fath (1951, 1952, 1953, 1954, 1955)
- Margaret Case, rédactrice de Vogue (1951, 1953, 1954, 1957) [5]
- Marlene Dietrich, actrice (1951, 1952, 1956)
- Irene Dunne, actrice, déléguée des États-Unis à l'ONU (1951, 1957, 1958)
- Cristina Ford (en), socialite, deuxième épouse d'Henry Ford II (1951, 1953, 1955, 1956, 1957, 1958)
- Marina de Grèce, duchesse de Kent (1951, 1952, 1956)
- Jean MacArthur, épouse de Douglas MacArthur (1951)
- Margaret du Royaume-Uni (1951, 1953, 1954, 1955, 1956, 1958)
- Gene Tierney, actrice (1951, 1952)
- Consuelo Crespi (en), ancienne rédactrice en chef du Vogue italien (1952, 1955, 1956, 1957, 1958, 1959)
- Oveta Culp Hobby, femme politique (1952, 1953, 1955)
- Mamie Eisenhower, épouse de Dwight D. Eisenhower (1952)
- C. Z. Guest (en), socialite, experte en jardinage (1952, 1953, 1955, 1956, 1957, 1958, 1959)
- Mary Martin, actrice (1953, 1957, 1958)
- Frederika de Hanovre, reine de Grèce (1954)
- Enid A. Haupt (en), philanthrope, épouse du financier Ira Haupt, sœur de Walter Annenberg (1954, 1957, 1958)
- Grace Kelly, actrice puis princesse de Monaco (1954, 1955, 1956, 1959)
- Patricia López Huici, épouse d'Arturo Lopez-Willshaw (1954, 1955)
- Clare Boothe Luce, ambassadrice des États-Unis en Italie, ancienne membre de la Chambre des représentants des États-Unis, journaliste, dramaturge (1954)
- Margaret Thayer, épouse de Harold E. Talbott (1954)
- Diana Vreeland, rédactrice d'Harper's Bazaar (1954, 1955, 1957)
- Ann Woodward, mondaine, épouse du banquier et sportif William Woodward Junior (1954)
- Mary Cantrell, philanthrope, épouse du président de Neiman Marcus (1955, 1956, 1957, 1958, 1959)
- Phyllis Digby Morton, journaliste de mode (1955, 1956)
- Anne Fogarty, créatrice de mode (1955)
- Aline Griffith, comtesse de Romanones, socialite, ancienne espionne, auteure (1955, 1956, 1957, 1958)
- Carmel Snow, rédactrice en chef d'Harper's Bazaar (1955, 1956, 1957, 1958, 1959)
- Consuelo Vanderbilt, socialite et philanthrope (1955, 1957, 1958)
- Mona von Bismarck, socialite, philanthrope et mécène (1956, 1957, 1958)
- Audrey Hepburn, actrice (1956, 1957, 1958, 1959)
- Jacqueline de Ribes, créatrice de mode, philanthrope (1956, 1957, 1959)
- Rosalind Russell, actrice (1956)
- Margaret Bedford, duchesse d'Uzès (1957, 1958, 1959)
- Coco Chanel, créatrice de mode (1957, 1958, 1959)
- Claudette Colbert, actrice (1957, 1958)
- Sybil Connolly, créatrice de mode (1957, 1958)
- Florence Pritchett, journaliste de mode (1957)
- Elisabeth II du Royaume-Uni (1957, 1958)
- Pauline Trigère, créatrice de mode (1957, 1958, 1959)
- Kay Kendall, actrice (1958)
- Anita, Mrs. Tom May (1958, 1959)
- Dina Merrill, fille de Marjorie Merriweather Post et d'E. F. Hutton, vice-présidente de RKO Pictures, actrice (1958)
- Merle Oberon, actrice (1958, 1959)
- Marella Caracciolo di Castagneto, socialite, philanthrope, épouse de Giovanni Agnelli (1959)
- Irene Galitzine (en), créatrice de mode (1959)
- Gloria Guinness (en), socialite d'origine mexicaine, icône de mode (1959)
- Anne, Mrs. Deane Johnson, philanthrope, première épouse d'Henry Ford II (1959)
- Alexandra de Kent (1959)
- Nicole Merenda, Mme Hervé Alphand, épouse de l'ambassadeur de France aux États-Unis (1959)
- Géraldine Stutz, présidente du magasin Henri Bendel (1959)

### 1960-1969
- Evangeline Bell, Mrs. David K. E. Bruce, épouse de l'ambassadeur des États-Unis au Royaume-Uni (1960, 1961, 1962, 1963, 1964)
- Mary Cantrell, philanthrope, épouse du président de Neiman Marcus (1960, 1961, 1962, 1963, 1964, 1966)
- Marella Caracciolo di Castagneto, socialite, philanthrope, épouse de Giovanni Agnelli (1960, 1961, 1962, 1963)
- Coco Chanel, créatrice de mode (1960, 1961, 1962, 1963, 1964, 1966)
- Sophie Gimbel (en), styliste pour Saks Fifth Avenue (1960, 1961, 1962, 1963, 1964, 1966)
- Marina de Grèce, duchesse de Kent (1960)
- Gloria Guinness (en), socialite d'origine mexicaine, icône de mode (1960, 1961, 1962, 1963, 1964)
- Enid A. Haupt (en), philanthrope, épouse du financier Ira Haupt, sœur de Walter Annenberg (1960, 1962, 1965, 1966)
- Audrey Hepburn, actrice (1960, 1961)
- Grace Kelly, princesse de Monaco (1960)
- Jacqueline Kennedy-Onassis, Première dame des Etats-Unis (1960, 1961, 1962, 1964, 1965)
- Alexandra de Kent (1960, 1961, 1963, 1965, 1967)
- Sirikit Kitiyakara, reine de Thaïlande (1960, 1961, 1964, 1965)
- Eugenia Livanos, épouse de Stavros Niarchos (1960)
- Patricia López Huici, épouse d'Arturo Lopez-Willshaw (1960)
- Merle Oberon, actrice (1960)
- Jacqueline de Ribes, créatrice de mode, philanthrope (1960, 1961, 1962)
- Hélène Rochas, directrice de la maison de couture Marcel Rochas (1960, 1961, 1962, 1964, 1966)
- Carmel Snow, rédactrice de mode (1960)
- Pauline Trigère, créatrice de mode (1960, 1961, 1962, 1963, 1964, 1966)
- Diana Vreeland, rédactrice en chef de Vogue (1960, 1961, 1962, 1963, 1964, 1966)
- Aline Griffith, comtesse de Romanones, socialite, ancienne espionne, auteure (1961, 1962)
- Anita, Mrs. Tom May (1961, 1962, 1964, 1966)
- Nicole Merenda, Mme Hervé Alphand, épouse de l'ambassadeur de France aux États-Unis (1961, 1962, 1963)
- Hélène Ostrowska, épouse de Louis Arpels (1961)
- Lee Radziwill, sœur de Jacqueline Kennedy-Onassis, épouse du prince Stanislaus Radziwill et du cinéaste Herbert Ross (1961, 1962, 1963, 1964, 1967)
- Rosita Winston, socialite, épouse du magnat de l'immobilier Norman K. Winston (1961)
- Jayne Wrightsman, Mme Charles Wrightsman, mondaine, collectionneuse, mécène (1961, 1962, 1963, 1964, 1965)
- Fiona Campbell-Walter, baronne Thyssen, modèle (1962, 1963, 1966)
- Anita Colby (en), ancienne actrice (1962, 1965, 1966)
- Mitzi Epstein, philanthrope, épouse du magnat des médias Samuel Irving Newhouse, Sr. (1962, 1963, 1964, 1965, 1966)
- Isabel Nash, Mrs. Frederick Eberstadt, socialite, auteure, fille de l'auteur Ogden Nash (1962, 1964, 1965, 1966, 1967)
- Gloria Vanderbilt, auteure, artiste, créatrice de mode (1962, 1963, 1964, 1965, 1967, 1968, 1969)
- D.D, Mme John Barry Ryan III, ancienne rédactrice de mode (1963)
- Margaret Case, rédactrice de Vogue (1963, 1964, 1966)
- Julia, Mrs. T. Charlton Henry, socialiste, bienfaitrice de musées (1964)
- Dina Merrill, fille de Marjorie Merriweather Post et d'E. F. Hutton, vice-présidente de RKO Pictures, actrice (1963, 1964, 1965)
- Farah Pahlavi, impératrice d'Iran (1963)
- Géraldine Stutz, présidente du magasin Henri Bendel (1963, 1964, 1965, 1966)
- Betsy Bloomingdale (en), socialite et cocréatrice de Diners Club (1964, 1968, 1969)
- Robin Butler, ancienne rédactrice de mode de Vogue (1964, 1964, 1966, 1967, 1968, 1969)
- Simonetta Fabiani, créatrice de mode (1964)
- Rose Fitzgerald Kennedy (1964, 1965, 1966)
- Elizinha Goncalves, ancienne épouse du banquier Walther Moreira Salles (1964)
- Rachel Lambert Mellon, collectionneuse d'art, philanthrope, paysagiste (1964)
- Mollie Parnis Livingston, styliste (1964, 1965, 1966, 1967)
- Mary Quant, créatrice de mode (1964, 1965, 1967)
- Dorothy Rodgers, inventrice et femme d'affaires, épouse de Richard Rodgers (1964, 1965)
- Helena Rubinstein, fondatrice de la société de cosmétiques Helena Rubinstein (1964)
- Rosalind Russell, actrice (1964)
- Kathryn Bache Miller, socialite, fille du financier Jules Bache (1965)
- Marisa Berenson, mannequin, actrice, petite-fille d'Elsa Schiaparelli (1965, 1966, 1967, 1969)
- Anne Buydens, philanthrope, activiste, épouse de Kirk Douglas (1965, 1969)
- Jane Engelhard (en), philanthrope (1965, 1968)
- Margot Fonteyn, ballerine (1965)
- Irene Galitzine (en), créatrice de mode (1965, 1966)
- Emmanuelle Khanh, styliste (1965)
- Caterine Milinaire, journaliste et photographe (1965, 1966)
- Paola Ruffo di Calabria, princesse de Liège (1965)
- Barbra Streisand, actrice et chanteuse (1965, 1968)
- Marie Youssoupov, collectionneuse d'art (1965)
- Consuelo Crespi (en), ancienne rédactrice en chef du Vogue italien (1966)
- Nan Kempner, muse d'Yves Saint Laurent, auteure (1966, 1967, 1968, 1969)
- Françoise de Langlade, première épouse du designer Oscar de la Renta (1966, 1967, 1969)
- Lauren Bacall, actrice (1967)
- Lynda Bird Johnson Robb, fille de Lyndon B. Johnson (1967)
- Irene Bouvier Auchincloss, actrice (1967)
- Robin Chandler Duke, diplomate (1967)
- Faye Dunaway, actrice (1967)
- Cristina Ford (en), socialite, deuxième épouse d'Henry Ford II (1967)
- Betsy Pickering Kaiser, épouse de Harry Theodoracopulos, socialite, muse de James Galanos (1967)
- Nancy Reagan (1967)
- Veruschka, modèle (1967, 1969)
- Mme Ahmed Benhima, épouse de l'ambassadeur du Maroc à l'ONU (1968, 1969)
- Diahann Carroll, actrice (1968)
- Mica Ertegun, décoratrice, socialite (1968, 1969)
- Marisol Escobar, sculptrice (1968)
- Ira von Fürstenberg, actrice et directrice des relations publiques du couturier Valentino (1968)
- Carroll McDaniel, épouse d'Alfonso de Portago (1968)
- Maïa Plissetskaïa, ballerine (1968)
- Hope Portocarrero, socialite, première dame de Nicaragua, épouse d'Anastasio Somoza Debayle (1968)
- Lyn Revson, épouse de Charles Revson (1968, 1969)
- Pauline de Rothschild, créatrice de mode (1968, 1969)
- Salimah Aga Khan, militante de la protection de l'enfance, première épouse de l'Aga Khan (1969)
- Berry Berenson, actrice et photographe (1969)
- Pamela Collin, épouse de David Ormsby-Gore, rédactrice pour Vogue (1969)
- Dolores Guinness (en), socialite (1969)
- Ali MacGraw, actrice (1969)

### 1970-1979
- Salimah Aga Khan, militante de la protection de l'enfance, première épouse de l'Aga Khan (1970, 1971, 1972, 1973)
- Mme Ahmed Benhima, épouse de l'ambassadeur du Maroc à l'ONU (1970, 1975)
- Marisa Berenson, mannequin, actrice, petite-fille d'Elsa Schiaparelli (1970, 1971, 1972, 1975)
- Betsy Bloomingdale (en), socialite et cocréatrice de Diners Club (1970)
- Anne Buydens, philanthrope, activiste, épouse de Kirk Douglas (1970)
- Diahann Carroll, actrice (1970)
- Pamela Collin, épouse de David Ormsby-Gore, rédactrice pour Vogue (1970)
- Catherine Deneuve, actrice (1970)
- Dolores Guinness (en), socialite (1970)
- Nan Kempner, muse d'Yves Saint Laurent, auteure (1970, 1971)
- Anne Klein, créatrice de mode (1970)
- Françoise de Langlade, première épouse du designer Oscar de la Renta (1970, 1971, 1972, 1973)
- Sophia Loren, actrice (1970)
- China Machado, journaliste de mode, ancien mannequin (1970)
- Deeda, Mrs. William McCormick Blair Jr. (en), défenseure des soins de santé (1970)
- Carroll McDaniel, épouse d'Alfonso de Portago (1970, 1971, 1972)
- Claude Pompidou, Première dame de France (1970)
- Nancy Reagan (1970, 1971, 1972, 1973)
- Lyn Revson, épouse de Charles Revson (1970, 1971)
- Sonia Rykiel, créatrice de mode (1970)
- Naomi Sims, modèle (1970, 1971, 1972, 1975, 1976)
- Gloria Vanderbilt, auteure, artiste, créatrice de mode (1970)
- Cher, actrice et chanteuse (1971)
- Mica Ertegun, décoratrice, socialite (1971)
- Diane von Fürstenberg, créatrice de mode (1971, 1972, 1973, 1974, 1977)
- Madame Grès, créatrice de mode (1971, 1972)
- Kitty Hawks, décoratrice, fille d'Howard Hawks et de Slim Keith (1971, 1975)
- Carolina Herrera, créatrice de mode (1971, 1972, 1973, 1975, 1976, 1977, 1978)
- Frances Lasker Brody, philanthrope et collectionneuse (1971, 1973)
- Gillis MacGill, fondatrice et dirigeante d'une agence de mannequins (1971, 1972)
- Liza Minnelli, actrice (1971)
- Elsa Peretti, créatrice de bijoux (1971, 1972, 1973)
- Chessy Rayner, journaliste de mode, décoratrice (1971)
- Sao, Mme Pierre Schlumberger, mécène (1971, 1975)
- Twiggy, modèle (1971)
- Lally Weymouth, journaliste pour The Washington Post (1971, 1974)
- Jane Engelhard (en), philanthrope (1972)
- Marilyn, Mrs. David Evins, responsable des relations publiques (1972)
- Maxime de la Falaise, auteure, mannequin (1972)
- Cristina Ford (en), socialite, deuxième épouse d'Henry Ford II (1972, 1973)
- Bianca Jagger, militante des droits de l'homme (1972, 1976)
- Perla, Mrs. Graham Mattison, socialite (1972)
- Caroll, Mrs. Milton Petrie, philanthrope (1972)
- Annette de la Renta, philanthrope, épouse du couturier Oscar de la Renta (1972, 1973)
- Gabrielle van Zuylen, paysagiste (1972, 1973, 1977, 1978)
- Babe Paley, socialite, philanthrope, ancienne rédactrice de Vogue, épouse du président de CBS William S. Paley (1974)
- Adele Astaire, actrice, épouse de Lord Charles Cavendish (en) (1975)
- Cristiana Brandolini d'Adda (en), socialite, sœur de Gianni Agnelli (1975)
- Patricia Buckley (en), socialite, membre du conseil consultatif du Memorial Sloan-Kettering (1975)
- Denise, Mrs. Prentis Cobb Hale (en), socialite (1975)
- Rachel Lambert Mellon, collectionneuse d'art, philanthrope, paysagiste (1975)
- Grace Mirabella, rédactrice de Vogue (1975)
- Robin Butler, ancienne rédactrice de mode de Vogue (1976)
- Louise, Mrs. Henry Grunwald (en), philanthrope, socialite (1976)
- Robin, Mrs. Rupert Hambro (en), philanthrope, journaliste (1976)
- Farah Pahlavi, impératrice d'Iran (1976, 1977)
- Geneviève, comtesse Armand de La Rochefoucauld, aristocrate française (1976)
- Mary Wells Lawrence, publicitaire, auteure (1977)
- Françoise de Bourbon-Parme, philanthrope, épouse du prince Edouard de Lobkowicz (1977)
- Lynn Wyatt, socialite, épouse du magnat du pétrole Oscar Wyatt Jr (1977)
- Betty Catroux, muse d'Yves Saint Laurent (1978)
- Pilar Crespi, responsable des relations publiques, épouse du banquier d'affaires Stephen Robert (1978)
- Jacqueline de Ravenel, socialite, ancienne épouse de Manuel Machado Macedo (1978)
- Alexis Smith, actrice (1978)
- Gabrielle van Zuylen, baronne Thierry Van Zuylen van Nijevelt, socialite (1978)

### 1980-1989
- Lily Auchincloss (en), collectionneuse d'art, philanthrope (1980)
- Olive Behrendt, actrice, philanthrope (1980)
- Betsy Bloomingdale (en), socialite et cocréatrice de Diners Club (1980)
- Audrey Hepburn, actrice (1980, 1987)
- Carolina Herrera, créatrice de mode (1980, 1981)
- Frances Lasker Brody, philanthrope et collectionneuse (1980)
- Ellin Saltzman, directrice de mode de Bluefly (1980)
- Jean, Mme T. Suffern Tailer, socialite (1980)
- Eleanor, Mrs. Christian de Guigné III, socialite (1981)
- Estée Lauder, magnat des cosmétiques (1981)
- Carmen Mayrink Veiga (en portugais), épouse d'Antonio Mayrink-Veiga, socialite brésilienne (1981)
- Louise, Mme Jacques Rouet, épouse du cofondateur de Dior (1981)
- Nancy Kissinger, analyste politique et philanthrope, épouse de Henry Kissinger (1982)
- Jean Muir, créatrice de mode (1982)
- Loretta Young, actrice (1982)
- Georgina Brandolini d'Adda (en), muse de Valentino (1983)
- Lena Horne, chanteuse (1983)
- Paloma Picasso, créatrice de bijoux, mécène, fille de Pablo Picasso (1983)
- Nati Abascal, modèle, duchesse de Feria (1984)
- Beatriz de Rivera y Digeon, épouse d'Anténor Patiño (1984)
- Héloïse, marquise d'Albert, mécène, philanthrope, socialite (1985)
- Clare Boothe Luce, ancienne ambassadrice des États-Unis en Italie, ancienne membre de la Chambre des représentants des États-Unis, journaliste, dramaturge (1985)
- Tina Chow (en), mannequin, artiste, épouse du restaurateur Michael Chow (1985)
- Firyal de Jordanie, ambassadrice itinérante de l'UNESCO (1985)
- Jacqueline Kennedy-Onassis, ancienne Première dame des Etats-Unis (1985)
- Josie, Mrs. R. Thornton Wilson Jr., socialite (1985)
- Betty Furness, journaliste et défenseure des consommateurs, ancienne actrice (1986)
- Dorothy Hammerstein (en), socialite, épouse du compositeur Oscar Hammerstein II (1986)
- Iman, mannequin, épouse de David Bowie (1986)
- Sylvia de Waldner, socialite d'origine brésilienne (1986)
- Mercedes, Mrs. Sid Bass, socialite, philanthrope (1987)
- Joan Juliet Buck (en), romancière, journaliste (1987)
- China Machado, journaliste de mode, ancien mannequin (1987, 1989)
- Carol Price, épouse de l'ancien ambassadeur américain en Belgique et au Royaume-Uni, Charles H. Price II (1987)
- Lee Radziwill, sœur de Jacqueline Kennedy-Onassis, épouse du prince Stanislaus Radziwill et du cinéaste Herbert Ross (1987)
- Béatrice, Mme Julio Mario Santo Domingo, socialite (1987)
- Hilary Weston, chef d'entreprise, auteure (1987)
- Kitty D'Alessio, présidente de Chanel (1988)
- Sybil, Mrs. Donald Harrington, philanthrope, commanditaire d'opéra (1988)
- Anjelica Huston, actrice (1988)
- Casey Ribicoff, socialite, veuve de l'ancien sénateur du Connecticut Abraham Ribicoff (1988)
- Fran, épouse de Ray Stark, fille de Fanny Brice, mondaine (1988)
- Brooke Astor, philanthrope (1989)
- Evangelina Blahnik, directrice de l'entreprise du créateur de chaussures Manolo Blahnik, son frère (1989)
- Trini, Mme Alfonso Fierro, socialite (1989)
- Elsa Klensch, journaliste de télévision, auteure (1989)
- Marina Palma, mondaine, créatrice de mode (1989)
- Diana Spencer, princesse de Galles (1989)

### 1990-1999
- Michiko Shōda, impératrice du Japon (1990)
- Irith Landeau, socialite (1990)
- Donina Cicogna Mozzoni, socialite (1990)
- Margaret Thatcher, première ministre du Royaume-Uni (1990)
- Lee, Mme Lawrence Copley Thaw, socialite, cadre chez Sotheby's (1990)
- Alexandra de Schönberg-Hartenstein, épouse de Taki Theodoracopulos (1990)
- Shakira Caine, ancienne actrice, restauratrice (1991)
- Nina Griscom, socialite, mannequin (1991)
- Carolyne Roehm, styliste, auteure (1991)
- Anne Slater, socialite (1991)
- Carolina Herrera, créatrice de mode (1992)
- Nan Kempner, muse d'Yves Saint Laurent, auteure (1992)
- Jacqueline Kennedy-Onassis, ancienne Première dame des Etats-Unis (1992)
- Gloria Vanderbilt, auteure, artiste, créatrice de mode (1992)
- Poppy Whale, socialite (1992)
- Camilla, comtesse Frédéric Chandon de Briailles, épouse du chef du vignoble Moët & Chandon (1993)
- Pamela Harriman, ambassadrice des États-Unis en France (1993)
- Josie, Mme Kenneth Natori, créatrice de mode (1993)
- Jessye Norman, chanteuse d'opéra (1993)
- Isabelle, comtesse Hubert d'Ornano, cofondatrice de Sisley Cosmetics (1993)
- Anne H. Bass, socialite, philanthrope (1994)
- Robin Chandler Lynn, Mrs. Angier Biddle Duke, ambassadrice, philanthrope (1994)
- Lucy Ferry (en), héritière, ancienne mannequin, ex-femme du musicien Bryan Ferry (1994)
- Daphne Guinness, journaliste et artiste (1994)
- Caroline de Monaco, fille aînée du prince Rainier et de la princesse Grace de Monaco (1994)
- Kitty Carlisle, actrice, veuve du dramaturge Moss Hart (1994)
- Claude Pompidou, ancienne première dame de France, philanthrope (1994)
- Donatella, comtesse Asta, représentante italienne du World Monuments Fund (1995)
- Candice Bergen, actrice (1995)
- Rosario Nadal y Fuster-Puigdorfila, princesse Kyril de Bulgarie, consultante en art (1995)
- CeCe Cord, mondaine, designer (1995)
- Barbara, Mme Henryk de Kwiatkowski, ancien mannequin (1995)
- Marguerite, Mme Mark Littman, collectrice de fonds (1995)
- Judith Peabody, Mrs. Samuel Peabody philanthrope (1995)
- Adrienne Vittadini, créatrice de mode (1995)
- Louise de Waldner, paysagiste (1995)
- Amanda Burden (en), présidente de la Commission d'urbanisme de New York, militante des affaires civiques, fille de Babe Paley (1996)
- Amy Fine Collins, correspondante spéciale de Vanity Fair (1996)
- Grace, comtesse Dudley, socialite (1996)
- Aimée de Heeren, socialite d'origine brésilienne (1996)
- Pauline Pitt, socialite, décoratrice (1996)
- Lee Radziwill, sœur de Jacqueline Kennedy-Onassis, ex-épouse du prince Stanislaus Radziwill et du cinéaste Herbert Ross (1996)
- Tina Turner, chanteuse (1996)
- Lucie de La Falaise, styliste, mannequin, épouse de Marlon Richards (1997)
- Amanda Harlech, consultante de mode, muse de Karl Lagerfeld (1997)
- Carolina Adriana Herrera, productrice (1997)
- Anna Wintour, rédactrice en chef de Vogue (1997)
- Rosamond Bernier, professeure d'art, épouse de John Russell, critique d'art du New York Times (1998)
- Inès de la Fressange, mannequin (1998)
- Noor de Jordanie, reine de Jordanie (1998)
- Sophia Loren, actrice (1998)
- Joyce Ma, marchand d'art (1998)
- Faye Wattleton, auteure, conseillère en politiques publiques (1998)
- Charlotte Fraser, socialite internationale (1999)
- Marie-Chantal Miller, princesse héritière de Grèce, créatrice de vêtements pour enfants (1999)
- Patricia Lansing, épouse de Gerrit Livingston Lansing Jr, consultante mode pour Carolina Herrera, sa mère (1999)
- Cosima von Bülow Pavoncelli, socialite, fille de Claus von Bülow et Sunny von Bülow (1999)
- Sophía Vári, peintre et sculptrice, épouse de Fernando Botero (1999)

### 2000-2009
- Marie-Béatrice, comtesse Arco, socialite, femme d'affaires (2000)
- Lauren Bacall, actrice (2000)
- Marisa Berenson, mannequin, actrice, petite-fille d'Elsa Schiaparelli (2000)
- Gayfryd, Mrs. Saul Steinberg, socialite (2000)
- Ann, Mme Martin Summers, socialite (2000)
- Marie-Josée Kravis, économiste, épouse du financier Henry Kravis (2001)
- Marian McEvoy, ancienne rédactrice en chef de Elle Decoration et de House Beautiful (2001)
- Anne McNally, rédactrice de mode de Vanity Fair (2001)
- Eliza Reed Bolen, vice-présidente des licences pour Oscar de la Renta, son beau-père (2004)
- Maxime de la Falaise, auteure, mannequin (2004)
- Susan Fales-Hill (en), auteure pour la télévision (2004)
- Nicole Kidman, actrice (2004)
- Kate Moss, mannequin (2006)
- Rania al-Yassin, reine de Jordanie (2006)
- Connie, Mrs. Jerry Wald, socialite (2006)
- Alba Clemente, interprète, épouse de l'artiste Francesco Clemente (2007)
- Marina Rust Connor, écrivain, collaboratrice de Vogue (2007)
- Sofia Coppola, cinéaste (2007)
- Marjorie Gubelmann (en), PDG de Vie Luxe International, socialite (2007)
- Jemima Khan, créatrice de mode, philanthrope (2007)
- Anna Piaggi, rédactrice du Vogue Italia (2007)
- Alexandra Kotur, rédactrice de Vogue (2008)
- Fiona Kotur Marin, designer d'accessoires (2008)
- Fran Lebowitz, écrivaine (2008)
- Liliane Bettencourt (2009)
- Catherine Deneuve, actrice (2009)
- Renée Zellweger, actrice (2009)

### 2010-2019
- Cayetana Fitz-James Stuart, duchesse d'Albe, socialite (2011)
- Stacey Bendet, directrice de la création et PDG d'Alice + Olivia (en) (2014)
- Catherine Middleton, duchesse de Cambridge (2014)
- Misty Copeland, ballerine (2015)
- Moza bint Nasser al Missned, épouse de Hamad ben Khalifa Al Thani, émir du Qatar (2015)
- Amelia Windsor, membre de la famille royale britannique (2017)

## Hommes

### 1960-1969
- Fred Astaire, danseur, acteur (1968)
- Dean Acheson, ancien secrétaire d'État américain (1969)
- Angier Biddle Duke, ancien ambassadeur des États-Unis au Salvador, en Espagne, au Danemark et au Maroc (1969)
- Douglas Fairbanks Jr, acteur, producteur de films (1969)
- Philip Mountbatten, duc d'Édimbourg, époux de la reine Elizabeth II (1969)

### 1970-1979
- Giovanni Agnelli, président de Fiat (1970)
- Cecil Beaton, artiste, photographe (1970)
- Bill Blass, créateur de mode (1970)
- Pierre Cardin, créateur de mode (1970)
- Rodolfo Crespi, directeur des relations publiques, socialite (1970)
- Nicolas de Gunzburg, rédacteur en chef de Town & Country (1971)
- Harry Belafonte, musicien (1972)
- David Ogilvy, 13e comte d'Airlie (1972)
- Nino Cerruti, créateur de mode (1973)
- Hernando Courtwright, propriétaire de l'hôtel Beverly Wilshire (1973)
- John Galliher, socialite (1973)
- Hardy Amies, créateur de mode (1974)
- Billy Baldwin ; décorateur (1974)
- Max Evans, journaliste de mode (1974)
- Gianni Bulgari, créateur de bijoux (1975)
- Robert Evans, producteur de films (1975)
- Frank Gifford, vedette de la N.F.L. (1975)
- Armand-Sosthènes de La Rochefoucauld, 8th duke de Doudeauville, French aristocrat (1976)
- Angelo Donghia, designer textile (1977)
- Jeffrey Butler, directeur de publication (1978)
- Kim d'Estainville, homme d'affaires français (1978)

### 1980-1989
- Earl Blackwell, fondateur de Celebrity Service (1980)
- Brando Brandolini d'Adda, viticulteur (1980)
- Giorgio Armani, créateur de mode (1981)
- Tom Fallon, directeur de mode (1981)
- Thadée Klossowski, mari de Loulou de la Falaise (1981)
- James Galanos, créateur de mode (1982)
- John Gielgud, acteur (1982)
- Wilkes Bashford, détaillant de mode (1983)
- Arthur Ashe, joueur de tennis (1984)
- Alistair Cooke, journaliste, personnalité de la radio et de la télévision (1984)
- John Russell, 13e duc de Bedford, propriétaire foncier (1985)
- Ahmet Ertegun, coprésident de l'Atlantic Records Group (1986)
- Manolo Blahnik, créateur de chaussures (1987)
- Thomas Ammann, marchand d'art (1988)
- Mark Birley, restaurateur, propriétaire d'un club de santé, créateur de parfums pour hommes (1988)
- David Somerset, 11e duc de Beaufort, propriétaire foncier, associé de la Marlborough Art Gallery (1988)
- John Fairchild, rédacteur en chef du magazine W et de la JMZ, auteur (1988)
- Bijan Pakzad, créateur de mode (1989)

### 1990-1999
- Bryan Ferry, musicien (1990)
- Christopher Forbes, vice-président du conseil de Forbes Inc (1990)
- Frédéric Chandon de Briailles, responsable du vignoble Moët & Chandon (1991)
- Paul de Ganay, homme d'affaires franco-argentin, joueur de polo (1991)
- David Brown, producteur de films, mari de l'ancienne rédactrice en chef de Cosmopolitan Helen Gurley Brown (1993)
- Dixon Boardman, financier (1994)
- Francesco Clemente, artiste (1996)
- Hamish Bowles, Vogue European editor-at-large (1997)
- Ed Bradley, correspondant de 60 Minutes (1997)
- Kyril de Bulgarie, banquier d'affaires (1997)
- Harry Fane, représentant de Fulco di Verdura (1997)
- David Bowie, musicien (1998)
- Graydon Carter, rédacteur en chef de Vanity Fair (1998)

### 2000-2009
- Daniel Baker, chirurgien cosmétique (2000)
- Kenneth Chenault, président et chef de la direction d'American Express (2000)
- Madison Cox, paysagiste, auteur (2000)
- Pierre d'Arenberg, animateur (2001)
- John Cahill, financier (2001)
- Michael Cannon, rédacteur en chef de Town & Country (2001)
- Tom Ford, créateur de mode (2004)
- Giancarlo Giammetti, président d'honneur de Valentino (2006)
- George Clooney, acteur, réalisateur, scénariste, producteur (2007)
- Anderson Cooper, présentateur d'Anderson Cooper 360° (2007)
- Jonathan Becker, photographe (2008)
- Lapo Elkann, homme d'affaires (2009)
- Manfredi della Gherardesca, conseiller artistique, conservateur (2009)

### 2010-2019
- David Beckham, footballeur (2010)
- Ozwald Boateng, créateur de mode (2012)
- Arpad Busson, financier (2012)